# Эзурведа
«Эзурведа» (Езурведа; Ezourvedam; Езурведам; Езур-Вед; Езур Веда) — подделка ведического текста, написанная для известного миссионера в Южной Индии, итальянского иезуита Роберто де Нобили (1577—1656). «Ezour» — сандхи-форма для «Ezous», то есть «Йезус», основанная на латинском произношении имени Иисуса иезуитами; название «Ezourvedam» означает нечто вроде «Иисус-веда».
Содержанием текста является диалог двух ведических мудрецов, монотеиста и многобожника, в котором они заключают, что монотеизм «изначального индуизма» указывает на христианскую истину, а индуизм — это монотеизм, маскирующийся под скрывающее монотеизм многобожие.
В 1760 году французская рукопись под названием «Эзурведа» попала в руки Вольтера через Луи-Лорана де Федерб, шевалье де Модав (англ. Louis-Laurent de Federbe, Chevalier de Maudave). Вольтер был в восторге от работы, скопировал её и распространил в своём окружении.
Позднее, в 1778 году, французский текст был опубликован (Вольтер умер в том же году) и разошёлся по Европе. Радищев так отозвался в «Песни исторической» (1795):
«Се потомки мудрых брамов,

Узники злодеев наглых,

По чреде хранят священной

Свой закон в Езурведаме

Буквой древнего самскрита —

Древней славы их останка

И свидетеля их срама!!.»
Подлинность Эзурведы впервые была поставлена под сомнение в 1782 году; эти сомнения были подтверждены в 1822 году.
Упоминается Еленой Блаватской в «Тайной Доктрине» (1888): «Даже знаменитая Езур Веда прошлого столетия, которую Вольтер признал „самым драгоценным даром Востока Западу“, а проф. Макс Мюллер считал „самой нелепой книгой, которую можно себе представить“, не совсем лишена фактов и истин».
Переиздавалась в XX веке американским санскритологом бельгийского происхождения Людо Роше («Ezourvedam : a French Veda of the 18th century»; Амстердам, 1984; гугл-скан).